# Château de la Servayrie
 (février 2018).
Si vous disposez d'ouvrages ou d'articles de référence ou si vous connaissez des sites web de qualité traitant du thème abordé ici, merci de compléter l'article en donnant les références utiles à sa vérifiabilité et en les liant à la section « Notes et références ».
Le château de la Servayrie est un château situé à Mouret, dans le département de l'Aveyron, en France.

## Description
Le château de La Servayrie, bâti de grès rouge, sur un promontoire à la lisière du bourg de Mouret et dominant la vallée du Dourdou présente une architecture composante du XIIe au XVIIe siècle. Est particulièrement remarquable sa tour romane qui nous est parvenue dans son état d'origine depuis le XIIe siècle.

## Localisation
Le château est situé sur la commune de Mouret, à moins de 20 km de Conques, au nord de Rodez.

## Historique
L’histoire du château de La Servayrie est liée à celle du bourg de Mouret qui constituait dès le XIe siècle le castrum de Moret, ainsi désigné comme étant à la tête de la coseigneurie réunissant quatre châteaux, dont le Château La Servayrie,.
Consistant en un partage des revenus fonciers et des droits banaux que les coseigneurs perçoivent sur le territoire de la seigneurie, la coseigneurie de Mouret a fait l’objet de 1998 à 2001 d’une étude scientifique programmée sous la direction de Sylvie Campech.
Les résultats de cette étude sont publiés par le Centre d’archéologie médiévale du Languedoc (Tome 30 – N° spécial 2012) et constituent la référence principale de cet article.
Le contexte historique régional
L’histoire de Mouret commence vers l’An Mil, faisant partie du comté de Rouergue, aux mains de la famille de Toulouse-Rouergue, avant que les comtes de Toulouse (1112-1113) abandonnent le Rouergue au comte de Rodez qui devra cohabiter avec le comte de Barcelone devenu maître de la Vicomté de Millau et du Carladès.
C’est Raymond V qui entreprendra la reconquête toulousaine du Rouergue au détriment du comté de Rodez, facilitée par l’élimination des Barcelonais-Aragonais du fait de la croisade contre les Albigeois. Ainsi, Hugues IV comte de Rodez deviendra vassal de Raimond VII de Toulouse. Le successeur de ce dernier, Alfonse de Poitiers et son Sénéchal Eustache de Beaumarchais ne cesseront d’étendre leur influence toulousaine puis royale après 1271. La situation se détendra après 1304, avec l’intégration du comté de Rodez dans la principauté des Armagnac.
De la seigneurie à la coseigneurie
D’une seigneurie aux mains de la famille éponyme, les Mouret (XIe et XIIe siècles) on passe vers 1200 à une coseigneurie associant une famille extérieure, les Entraygues puis dans la deuxième moitié du XIIIe siècle à une coseigneurie multiple.
La famille de Mouret, identifiée dès 1031 connaîtra une véritable apogée jusqu’au XIIe siècle, avant de probablement s’épuiser à rivaliser de générosités avec l’aristocratie régionale ou à suivre Raimond de Saint-Gilles à la Croisade.
Le château de la Serveyrie et les Entraygues
La tour, première partie de l’édifice, parait dater des environs de 1200, tout en ignorant comment la famille d’Entraygues s’installe dans le Bourg, Bertrand d’Entraygues s’y trouvant en 1292.
1030 – 1299
La tour primitive, dont subsistent trois niveaux, s’apparente plutôt au type de la « tour-beffroi»  symbolique et ostentatoire, mais inhabitable de façon permanente. La salle du deuxième niveau, élément majeur, peut être considérée comme une « aula » surélevée. Du point de vue de la défense, elle apparaît strictement passive, s’appuyant sur la massivité, l’épaisseur des murs et la situation élevée de l’unique porte. Cette tour primitive apparaît éminemment symbolique et affiche les attributs du pouvoir qu’elle cherche à incarner dans le paysage.
1300 – 1560
La guerre de Cent Ans a touché la région dès 1340 avec la prise du château de Belcaire à quelques kilomètres. Les « Anglais » ou Routiers sont signalés un peu partout, le célèbre Villandrando écumant la vallée du Dourdou – Mouret fera l’objet d’une attaque et d’une occupation en 1410.
Un évènement (de nature inconnue) a pour conséquence de détruire les niveaux supérieurs primitifs, ce qui va engager la construction de quatre niveaux supplémentaires, caractérisés par un souci d’amélioration de la circulation verticale et la dotation d’éléments de confort, desservis par un escalier à marches scellées conduisant jusqu’au chemin de ronde et sa couronne de mâchicoulis.
L’édifice primitif formant logis au nord de la tour connaîtra au XVe siècle une troisième campagne de construction, en extension et élévation.
1560 – 1774
La fin du XVIe siècle sera pour le château de La Servayrie une époque paradoxale, faisant à nouveau l’objet de transformations remarquables, alors que l’état des autres châteaux de la coseigneurie traduisent un déclin architectural irrémédiable consacrant la fin de la coseigneurie.
Durant cette période, le logis de la fin du XVe siècle adossé à la tour médiévale connaîtra trois principales campagnes de travaux qui aboutiront au volume actuel. Les deux premières campagnes de travaux dans les années 1570-1580 traduisent que La Servayrie a adopté avec un décalage chronologique de seulement 30 ans le nouveau style diffusé par le traité de Serlio.
Le premier quart du XVIIe siècle verra la création d’une imposante tour-escaler et d’une échauguette d’angle carrée, cantonnant l’élévation et conférant à l’ensemble un équilibre esthétique et traduisant une réelle volonté ostentatoire de cette façade, la seule visible depuis la vallée. Reconnu comme une construction conservant son caractère médiéval, où l’air du temps est encore timide, le château de La Servayrie ne saurait être une véritable composition Renaissance. L’attachement à l’architecture locale y est dominant, de fait les innovations sont rares, conduisant à un ouvrage de tailleur de pierres, sobre et harmonieux. C’est en ce sens que ce logis est représentatif de l’architecture rouergate de cette époque.
Vers le milieu du XVIIe siècle, la couverture à brisis et terrasson, percée de lucarnes à frontons et à œils-de-bœuf parachève avec goût les transformations de l’édifice.
La lignée des Entraygues, seigneurs de la Servayrie, s’éteindra à la fin du XVIe siècle, avec François d’Entraygues, chanoine de la cathédrale de Rodez. Sa sœur épousera Antoine de Cabanes et lui apportera en dot tous les biens de sa maison. Ils n’auront qu’une fille, Antoinette de Résigade de Cabanes qui était mariée à Jean de Selves au début du XVIIe siècle. En 1652, Antoinette de Résigade de Cabanes, veuve et sans enfants fait donation de tous ses biens à François de Laroque de Sénézergues, entre autres, seigneur de Mouret « en toute justice » qui a déjà succédé à la famille éponyme.
Au début du XVIIIe siècle, le château de La Servayrie passe dans la maison de Cadrieu dans laquelle se fondit celle de Laroque de Sénézergues, avant qu’un peu plus tard, le comte Jean de Cadrieu achète de François de Saunhac la terre et château de Reilhac, autre château à Mouret, et se trouve ainsi en possession de toutes les seigneuries de Mouret, avant de la revendre en 1750 avec d’autres possessions à Gaston de Guiscard, Marquis de la Bourlie, son gendre.
1775 à aujourd’hui
Les châteaux de Mouret, dont La Servayrie furent vendus à l’époque de la Révolution. De nombreuses et diverses familles s’y succéderont aboutissant au début du XXe siècle à une détention en copropriété entre plusieurs familles.
Cet état de copropriété horizontale, les familles copropriétaires possédant chacune un niveau, conduira à l’abandon progressif de l’édifice, faute d’entente sur les travaux d’entretien.
C’est en très mauvais état, presque ruiné, qu’il deviendra en 1993 propriété de Colette et Roger Fabry, actuels propriétaires.
Inscrit à l’inventaire des Monuments Historiques en 1993, le château de La Servayrie est classé en totalité en 1994. S’ensuit une campagne de restauration conduite par ses propriétaires, avec le concours de la Conservation Régionale des Monuments Historiques qui durera plus de dix ans. Ainsi, au début du XXIe siècle, grâce à une restauration reconnue comme exemplaire et saluée par la presse nationale[réf. souhaitée], le château de La Servayrie retrouve sa place majestueuse dans le paysage aveyronnais.
L'édifice est classé au titre des monuments historiques en 1995.Il est ouvert au public depuis 2001 les mois de Juillet et Aout et depuis 2017 une partie est réservée en chambres d'hôtes de luxe.